# Biorbitella pectoralis
Biorbitella pectoralis är en tvåvingeart som först beskrevs av Daniel William Coquillett 1898.  Biorbitella pectoralis ingår i släktet Biorbitella och familjen fritflugor.
Artens utbredningsområde är New Hampshire. Inga underarter finns listade i Catalogue of Life.